# Gustavus Hamilton
Gustavus Hamilton (1642–1723) combat pour le prince d'Orange pendant la guerre Williamite en Irlande défendant Coleraine en 1689, combattant à la bataille de la Boyne en 1690, passant à gué le Shannon lors du deuxième Siège d'Athlone en juin 1691 et combat à Aughrim en juillet. Il est anobli par le roi George Ier.

## Naissance et origines
Gustavus est né en 1642,  probablement au château de Manorhamilton, comté de Leitrim, Irlande, construit par son père. Il est le fils cadet de Frederick Hamilton et de Sidney Vaughn   . Son père est le fondateur d'une branche cadette de la Maison d'Hamilton par l'intermédiaire de la Maison d'Abercorn, étant le cinquième et plus jeune fils de Claud Hamilton (1er Lord Paisley), et frère de James Hamilton (1er comte d'Abercorn). Cette branche cadette devient la branche des vicomtes de Boyne  lorsque Gustave est créé vicomte Boyne vers la fin de sa vie. La mère de Gustavus est une fille de Sir John Vaughan, qui est gouverneur de Londondery.
Son père le nomme en l'honneur du roi suédois Gustave II Adolphe pour qui il combat pendant la guerre de Trente Ans en Allemagne .

## Jeunesse
Gustavus Hamilton étudie au Trinity College de Dublin  mais semble avoir abandonné ses études sans obtenir de diplôme. En 1672, il se rend en France et devient capitaine dans le régiment de Sir George Hamilton, un fils cadet de son cousin Sir George Hamilton, 1er baronnet, de Donalong. Gustavus revient en 1676,  après la mort de Sir George. Peu de temps après, Gustavus est nommé capitaine dans l'armée irlandaise .

## Mariage et enfants
Hamilton épouse Elizabeth Brooke, deuxième fille de Sir Henry Brooke, chevalier, de Brookeborough, comté de Fermanagh .
Gustavus et Elizabeth ont quatre enfants, trois fils et une fille :
1. Frederick (décédé en 1715), épouse Sophia Hamilton en 1707 [11] et a un fils qui devient le 2e vicomte [12] mais meurt jeune avant la mort de ses parents [13]
2. Gustave de Red Wood, comté de King (mort en 1734), député de Donegal [14]
3. Elisabeth, mariée à Charles Lambart [15]
4. Henry (1692-1743), député de Donegal [16]

## En Irlande
En 1677, Hamilton accompagne James Butler (1er duc d'Ormonde), à Oxford où il reçoit le diplôme de docteur en droit civil de l'Université d'Oxford . Il prête serment au Conseil privé d'Angleterre à l'accession du roi Jacques II d'Angleterre en 1685 . Peu de temps après cette nomination, il quitte le service de ce roi  et se retire dans son domaine de Fermanagh.

## Guerre Williamite
Lors de la Glorieuse Révolution, Hamilton est nommé colonel du 20th Foot par Guillaume d'Orange en 1689 et combat avec son régiment pour la défense de Coleraine . Chassé de là par Richard Hamilton, il se replie sur Enniskillen, dont il est nommé gouverneur . En 1689 il est déclaré hors la loi par le Parlement de Patriote .
Le 1er juillet 1690, à la bataille de la Boyne, son cheval est abattu sous lui et il manque d'être tué .
En juin 1691, il combat au siège d'Athlone sous Ginkel où, le 30 juin, Gustavus prend part à l'attaque audacieuse contre un gué sur la rivière Shannon qui capture la ville . Dans cette attaque, il commande la cavalerie avec le général Thomas Tollemache tandis que l'infanterie est commandée par Mackay, Tettau, Monceau de la Melonière et le prince de Hesse .
En juillet, il combat à la bataille d'Aughrim. Ginkel organise son armée en 4 divisions numérotées du nord au sud et en deux lignes. Gustave avec son régiment est en première ligne de la deuxième division, c'est-à-dire une position centre-droite .

## Dernières années
En 1691, Hamilton est nommé vice-amiral d'Ulster, poste honorifique qu'il occupe jusqu'en 1710, date à laquelle il le transmet à son fils Frédéric. Il lui revient à la mort inattendue de Frédéric le 10 décembre 1715 . Il est donc à nouveau vice-amiral d'Ulster de 1716 jusqu'à sa mort en 1723  .
Hamilton est promu brigadier-général en 1696  et major-général en 1704 .
En mai 1710, Hamilton prête serment au Conseil privé d'Irlande pour la reine Anne .
De 1692 à 1714, Hamilton siège à la Chambre des communes irlandaise. Au cours de cette période, des élections générales ont lieu en 1692, 1695, 1703 et 1713. Il est élu pour le comté de Donegal en 1692,  1695,  et 1703  . Aux élections générales de 1713, il est élu pour Strabane Borough et siège jusqu'en 1714 .
Il achète un terrain près de Slane dans le comté de Meath à la famille Osborne et construit Stackallan House (également orthographié Stackallen) .
En 1715, il est élevé à la pairie d'Irlande en tant que baron Hamilton de Stackallan, dans le comté de Meath, par le roi George Ier . Le 20 août 1717, Hamilton est créé vicomte Boyne, dans la province de Leinster, également dans la pairie irlandaise .
Sa femme meurt en 1721 .
Lord Boyne meurt le 16 septembre 1723  et est enterré dans l'église de Stackallan . Son fils aîné Frederick étant décédé avant lui en 1715, Boyne est remplacé par son petit-fils Gustavus en tant que 2e vicomte Boyne .

### Sources
- John Boyle, The Battle-fields of Ireland, from 1688 to 1691, New York, Robert Coddington, 1867 (OCLC 1041060867, lire en ligne)
- James Norris Brewer, The Beauties of Ireland, vol. 2, London, Sherwood, Gilbert, & Piper, 1826 (OCLC 4286306, lire en ligne) – Leinster & Munster
- Bernard Burke, A Genealogical and Heraldic Dictionary of the Peerage and Baronetage of the British Empire, London, Burke's Peerage Ltd., 1949 (lire en ligne)
- George Edward Cokayne, The complete peerage of England, Scotland, Ireland, Great Britain and the United Kingdom, extant, extinct, or dormant, vol. 1, London, St Catherine Press, 1910 (OCLC 228661424, lire en ligne) – Ab-Adam to Basing (for Family Tree)
- George Edward Cokayne, The complete peerage of England, Scotland, Ireland, Great Britain and the United Kingdom, extant, extinct, or dormant, vol. 2, London, St Catherine Press, 1912 (OCLC 228661424, lire en ligne) – Bass to Canning (for Boyne)
- Calendar of State Papers, Domestic Series, March 1st, 1675 to February 29th, 1676, Preserved in the Public Record Office., London, Her Majesty's Stationery Office, 1907 (OCLC 1181376745, lire en ligne) – 1675 to 1676
- John Debrett, Peerage of the United Kingdom of Great Britain and Ireland, vol. 2, London, F. C. and J. Rivington, 1828 (OCLC 54499602, lire en ligne) – Scotland and Ireland
- Handbook of British Chronology, London, 3rd, coll. « Royal Historical Society Guides and Handbooks, No. 2 », 1986 (ISBN 0-86193-106-8, lire en ligne) (for timeline)
- Joseph Haydn, The Book of Dignities; Rolls of the Official Personages of the British Empire, London, Longman, Brown, Green and Longmans, 1851 (OCLC 457727333, lire en ligne)
- House of Commons, Return. Members of Parliament – Part II. Parliaments of Great Britain, 1705–1796. Parliaments of the United Kingdom, 1801–1874. Parliaments and Conventions of the Estates of Scotland, 1357–1707. Parliaments of Ireland, 1599–1800., London, H. M. Stationery Office, 1878 (OCLC 13112546, lire en ligne)
- Samuel Lewis, A Topographical Dictionary of Ireland, vol. 2, London, S. Lewis & Co., 1840 (OCLC 1040258496, lire en ligne) – G to Z
- John Lodge, The Peerage of Ireland or, A Genealogical History of the Present Nobility of that Kingdom, vol. 3, Dublin, James Moore, 1789a (OCLC 264906028, lire en ligne) – Earls (for Clanbrassil)
- John Lodge, The Peerage of Ireland or, A Genealogical History of the Present Nobility of that Kingdom, vol. 5, Dublin, James Moore, 1789b (OCLC 264906028, lire en ligne) – Viscounts (for Boyne)
- Thomas Babington Macaulay, The History of England from the Accession of James the Second, vol. 3, London, Longman Brown Greens & Longmans, 1855 (OCLC 1046525672, lire en ligne) – 1689 to 1690
- Sir James Balfour Paul, The Scots Peerage, Founded on Wood's Edition of Sir Robert Douglas's Peerage of Scotland, vol. 1, Edinburgh, David Douglas, 1904 (OCLC 505064285, lire en ligne) – Abercorn to Balmerino
- Rev. James Wills, Lives of illustrious and distinguished Irishmen, from the earliest times to the present period, vol. 3, Dublin, MacGregor, Polson & Co, 1841, 358–397 p. (OCLC 1048786228), « Gustavus Hamilton, Viscount Boyne »